# أبزار
أبْزار، قرية تاريخيَّة بينها وبين مدينة نيسابور فرسخان. من أعلامها: المُحدِّث حامد بن موسى الأبزاري، وإبراهيم بن محمد بن أحمد، المعرُوف بابن رجاء البزاري.

### فهرس المنشورات
1. ↑  الحموي (1977)، ج. 1، ص. 72.

### معلومات المنشورات كاملة
الكتب مرتبة حسب تاريخ النشر
- ياقوت الحموي (1977)، معجم البلدان (ط. 1)، بيروت: دار صادر، OCLC:1014032934، QID:Q114913343